# Gnetum luofuense
Gnetum luofuense C.Y.Cheng – gatunek rośliny z rodziny gniotowatych (Gnetaceae Blume). Występuje naturalnie w Chinach – w prowincjach Fujian, Guangdong oraz Jiangxi (południowa część).

## Morfologia
PokrójWiecznie zielone, zdrewniałe liany.
LiścieMają kształt od podłużnego do podłużnie owalnego. Mierzą 10–18 cm długości i 5–8 cm szerokości. Są niemal skórzaste. Blaszka liściowa jest o klinowej nasadzie i krótko spiczastym wierzchołku. Ogonek liściowy jest nagi i dorasta do 8–10 mm długości.
KwiatySą jednopłciowe, zebrane w szyszki przypominające kłosy. Oś szyszki jest nierozgałęziona. Kwiaty męskie zebrane są po 75–80, z 9–11 płonnymi kwiatami żeńskimi, mierzą do 3 cm długości. Kwiaty żeńskie zebrane są po 10–13.
NasionaJako roślina nagonasienna nie wykształca owoców. Nasiona mają kształt od elipsoidalnego do cylindrycznego i osiągają 24–28 mm długości.

## Biologia i ekologia
Roślina dwupienna. Rośnie w wiecznie zielonych lasach, na wysokości około 500 m n.p.m. Kwiaty są zapylane od maja do lipca, natomiast nasiona dojrzewają od sierpnia do października.